# Pep Coll

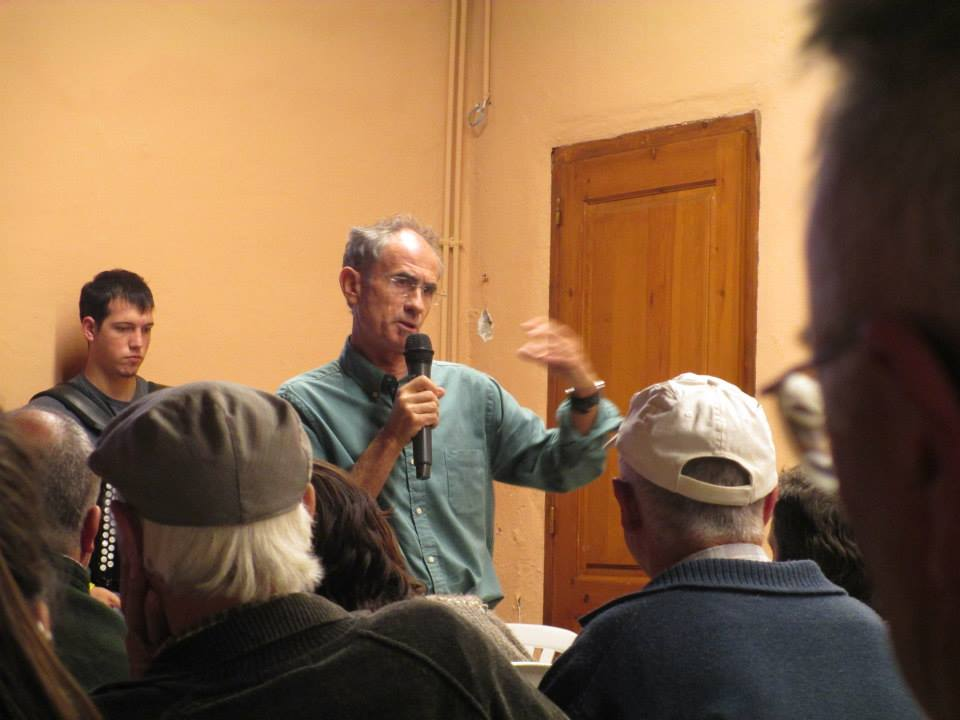
Pep Coll

Josep Coll i Martí, besser bekannt als Pep Coll, (* 16. Oktober 1949 in Pessonada, Katalonien, Spanien) ist ein katalanischer Schriftsteller. Er beherrscht verschiedene literarische Genres. Er schreibt nebenbei auch in Zeitungen wie Segre und El Periódico sowie für das Magazin Descobrir Catalunya („Katalonien entdecken“).

## Leben
Coll absolvierte seinen mittleren Schulabschluss am katholischen Seminar in La Seu d’Urgell und studierte anschließend Philologie und Philosophie an der Universität Barcelona. Seine Werke, die oft die Pyrenäen zum Thema haben, wurden aus dem Katalanischen ins Spanische und Baskische übersetzt. Vom Jahr 1980, bis er 2009 in Rente ging, lehrte er katalanische Sprache und Literatur am Gymnasium I.E.S Màrius Torres in Lleida.

## Werke

### Romane
- 1989: La mula vella, Empúries.
- 1995: El Pont de Mahoma, Empúries.
- 1997: El segle de la llum, Empúries.
- 1999: L’abominable crim de l’Alsina Graells, Empúries.
- 2002: Per les valls on es pon el sol, Edicions 62.
- 2004: Els arbres amics, Empúries.
- 2005: El salvatge dels Pirineus, Edicions 62.
- 2008: Les senyoretes de Lourdes, Proa, Premi Sant Jordi, 2007
- 2010: Nius, Proa.
- 2013: Dos taüts negres i dos de blancs, Proa.

### Erzählungen
- 1989: Totes les dones es diuen Maria, Tres i Quatre.
- 1990: L’edat de les pedres, Empúries.

Sammlungen von Volksmärchen und -Legenden
- 1986: Quan Judes era fadrí i sa mare festejava, La Magrana.
- 1993: Muntanyes Maleïdes, Empúries.
- 2003: El rei de la Val d’Aran, Empúries.
- 2006: Mentre el món serà món, Empúries.
- 2012: Llegendes d’arreu de Catalunya, La Galera.